# Abdus Salam
Mohammad Abdus Salam (en urdu: محمد عبد السلام‎) (Santokdas, Sahiwal (Punjab), 29 de enero de 1926 – Oxford, Inglaterra, 21 de noviembre de 1996) fue un físico teórico pakistaní que recibió el Premio Nobel de Física en 1979 por su trabajo en el modelo electrodébil, una síntesis matemática y conceptual del electromagnetismo y la fuerza nuclear débil, hasta ahora el último paso que se ha dado para llegar a la unificación de todas las fuerzas de la naturaleza (la gravedad se considera una curvatura espacio-temporal y no una fuerza).

## Biografía
Abdus Salam nació el 29 de enero de 1926 en Jhang Maghiana, India (hoy Pakistán). Cursó estudios en el Colegio del Gobierno en Lahore y se doctoró en matemáticas y física en 1952 por la Universidad de Cambridge. Abdus Salam fue un estudiante muy brillante. Desde 1956, fue profesor de física teórica en el Imperial College London (Colegio Imperial de Londres), prestigiosa institución educativa británica de ciencias, ingeniería, medicina, y escuela de negocios.
Fue nombrado director del ICTP o Centro Internacional de Física Teórica de Trieste, Italia, cuando se fundó en 1964. Luego de su muerte fue sucedido en dicho cargo por el argentino Miguel Ángel Virasoro.
Abdus Salam murió en Oxford el 21 de noviembre de 1996, a los 70 años, a causa del Parkinson. Fue enterrado en Rabwah (Chenab Nagar), Punjab, Pakistán.
El profesor Abdus Salam fue un devoto Ahmadi (musulmán). Debido a la presión política de los Ahmadis en Pakistán, Abdus Salam no fue homenajeado oficialmente por el Gobierno de Pakistán, a pesar de ser el primer Premio Nobel del país.

## Investigaciones y premios

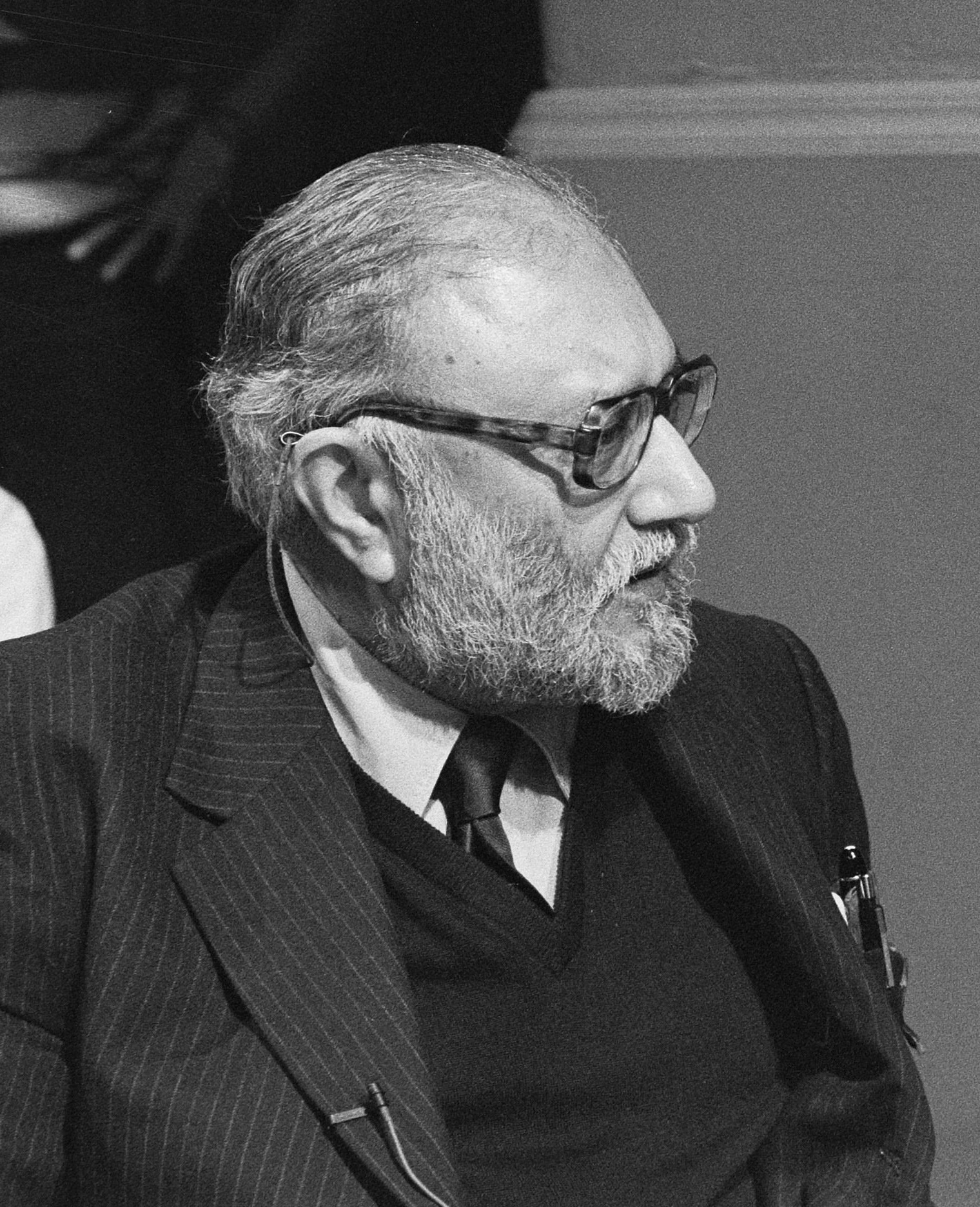
Niños hablan con los ganadores del Premio Nobel en Amsterdam; Abdus Salam

Recibió el Premio Nobel de Física en 1979 por su trabajo en el modelo electrodébil la cual es una teoría física que unifica la interacción débil y el electromagnetismo, dos de las cuatro interacciones fundamentales de la naturaleza. A su vez, este modelo se halla incluido en la Teoría de Gran Unificación (GUT), que une la interacción electrodébil con la interacción nuclear fuerte.
Abdus Salam, Sheldon Lee Glashow y Steven Weinberg llegaron a la misma teoría independientemente y compartieron el Premio Nobel. La validez de la teoría fue confirmada experimentalmente por los trabajos de superciclotrón de protones en el CERN en Ginebra, y el descubrimiento de los Bosones W y Z, que son las partículas mediadoras de la interacción nuclear débil, una de las cuatro interacciones fundamentales de la naturaleza. Son tres tipos de partículas fundamentales muy masivas que se encargan en general de cambiar el sabor de otras partículas, los leptones y los quarks.
Fue galardonado en 1964 con la medalla Hughes, concedida por la Royal Society «por sus contribuciones distinguidas a la mecánica cuántica y a la teoría de las partículas fundamentales».
Recibió el Premio Internacional Cataluña en 1990.